# Flowers Foods
Flowers Foods (NYSE: FLO) er en amerikansk bagerikoncern, der er baseret i Thomasville, Georgia. De driver 47 industribagerier, hvor der bages brød, boller, kager og andet bagværk. Flower Foods årsomsætning er på 4 mia. $ og der er 9.200 ansatte.
I 1919 åbnede brødrene William Howard og Joseph Hampton Flowers Flowers Baking Company i Thomasville, Georgia.